# Jean-Louis Biget
Jean-Louis Biget (Deux-Sèvres, 26 de mayo de 1937-21 de marzo de 2024) fue un historiador francés especialista en la Edad Media.

## Biografía
Hijo de dos profesores de instituto, durante la Segunda Guerra Mundial se trasladaron al campo de Poitou.
En 1947 ingresa en el instituto de Poitiers donde estará interno durante cerca de diez años. En 1956 ingresa como estudiante de l instituto Henri VI en París, conocido más tarde como la École Normale Supérieure de Saint-Cloud donde descubrió la historia medieval de la mano de Jacques Le Goff. 
En 1961 se licencia en Historia y el 7 de septiembre se casó en la Salle des Estates Albigeois con su mujer, natural de Albi. Al principio vivieron en Toulouse donde enseñaba en el instituto Berthelot.
Ha sido profesor asociado de historia además de enseñar en la escuela secundaria durante algunos años antes de convertirse en profesor. Más tarde fue profesor, durante 31 años, en la École Normale Supérieure de Saint-Cloud, que se convertiría en la École normale supérieure lettres et sciences humaines (Fontenay-Saint-Cloud), después ENS-LSH, y ahora ENS de Lyon.

## Obras
Especialista en la historia del Languedoc medieval y, en particular, de sus ciudades (principalmente Albi) y de su historia religiosa, sus numerosos trabajos sobre la herejía católica en el Languedoc (a menudo llamado catarismo) así como sobre la Inquisición, constituyen importantes referencias para los historiadores. Biget fue, junto con Monique Zerner, uno de los primeros en cuestionar la existencia de movimientos dualistas y de organizaciones heréticas verdaderamente estructuradas en el siglo XII en Occidente, a pesar de las afirmaciones de los eclesiásticos, deseosos de desacreditar y criminalizar las protestas. Historiadores como Robert I. Moore y Mark G. Pegg ampliaron posteriormente la investigación sobre la herejía en este sentido.
Ha sido secretario general del Comité histórico de Fanjeaux, que, desde 1966, organiza las conferencias de Fanjeaux dedicadas a la historia de la religión en el mediodía francés medieval y publica las actas en la colección Cahiers de Fanjeaux. En 1994, tras la muerte de Marie-Humbert Vicaire, asumió la responsabilidad de publicar Cahiers de Fanjeaux, cargo que ha desempeñado hasta 2004.
Es miembro del Comité de bien de la ciudad episcopal de Albi, catalogada como Patrimonio de la Humanidad por la UNESCO el 31 de julio de 2010, en cuyo reconocimiento participó como colaborador científico.

## Publicaciones

### Artículos
- «Un procès d’Inquisition à Albi en 1300», en Le crédo, la morale et l’Inquisition. Cahiers de Fanjeaux 6, 1971, p. 273-341.
- «Mythographie du catharisme», en Historiographie du catharisme. Cahiers de Fanjeaux 14, 1979, p. 271-359.
- «L’évolution des noms de baptême en Languedoc au Moyen Âge (IXe-XIVe siècle) », dans Liturgie et musique (IXe-XIVe siècle). Cahiers de Fanjeaux 17, 1982, p. 297-342.
- «Autour de Bernard Délicieux: franciscanisme et société en Languedoc entre 1295 et 1330», en Franciscanisme et société française, Revue d'histoire de l'Église de France, 70, 1984 (= Mouvements franciscains et société française, XIIe-XXe siècle : études présentées à la table ronde du CNRS (23 octobre 1982), éd. André Vauchez, París: Beauchesne, 1984), p. 75-93.
- «La cathédrale Sainte-Cécile d’Albi: l’architecture», en Congrès archéologique de France, 140e session: Albigeois [1982], París: Société française d’archéologie, 1985, p. 20-62.
- «Les villes du Midi de la France au Moyen Âge», en Panorama urbains : situation de l’histoire des villes, éd. Jean-Louis Biget, Jean-Claude Hervé, Fontenay-aux-Roses: ÉNS Éditions, 1995, p. 149-172.
- "Les 'Albigeois', histoire d'une dénomination", en Inventer l'hérésie ? Discours polémiques et pouvoirs avant l'inquisition, dir. Monique Zerner, Niza: Z'Editions, 1998, p. 219-256.
- "Le Livre des sentences de l’inquisiteur Bernard Gui", Le Moyen Âge, 111/3, 2005, p. 605-620, accessible en ligne sur le site cairn.fr.
- "Béziers, citadelle de l'hérésie?", en En Languedoc au XIIIe siècle. Le temps du sac de Béziers, dir. Monique Bourin, Perpignan, 2010, p. 49-62.
- "Jean Guiraud, historien du Moyen Âge, de l'hérésie et de l'Inquisition", en De l'École française de Rome au journal La Croix: Jean Guiraud, polémiste chrétien, dir. Jacques-Olivier Boudon, Rome, EFR, 2014, p. 289-311.

### Obras
- (éd.), Histoire d’Albi, Toulouse: Privat, 1983.
- (avec Jean-CIaude Hervé et Yvon Thébert (éd.), Les cadastres anciens des villes et leur traitement par l'informatique: actes de la table ronde, Roma: École française de Rome (CEFR 120), 1989.
- Sainte-Cécile d'Albi. Toulouse: Odyssée. 1995. p. 227. ISBN 2-909478-03-3., prix Paul-Marmottan 1997
- Sainte-Cécile d'Albi. Toulouse: Odyssée. 1997. p. 343. ISBN 2-909478-04-1., prix Paul-Marmottan 1997
- La cathédrale Sainte-Cécile d'Albi. Graulhet: Odyssée. 1998. p. 107. ISBN 2-909478-05-X.
- Hérésie et inquisition dans le midi de la France, París: Picard (Les médiévistes français), 2007.
- Les cathares albigeois et "bons hommes", photographies de Christophe Renault, Luçon: éditions Jean-Paul Gisserot (coll. Patrimoine), 2008.
- Eglise, dissidences et société dans l'Occitanie médiévale, préface de Julien Théry, Lyon, Avignon: CIHAM Editions, 2020 (collection Mondes médiévaux), 2020.  Recueil de 33 articles révisés et un article inédit. Table des matières et préface accessibles en ligne.
- Albi et l'Albigeois au Moyen Âge (2 tomes), Albi, Archives et Patrimoine, 2022

### Registros
Ha publicado CD de audio en Éditions sonores De Vive Voix, París como:
- Les Cathares
- L'Inquisition
- La grande peste noire

## Homenajes, premios y reconocimientos
- 24 de marzo de 2023: Medalla de la Ville de Albi.